# Caucaea phalaenopsis
Caucaea phalaenopsis  es una especie de orquídea epífita originaria de Sudamérica.

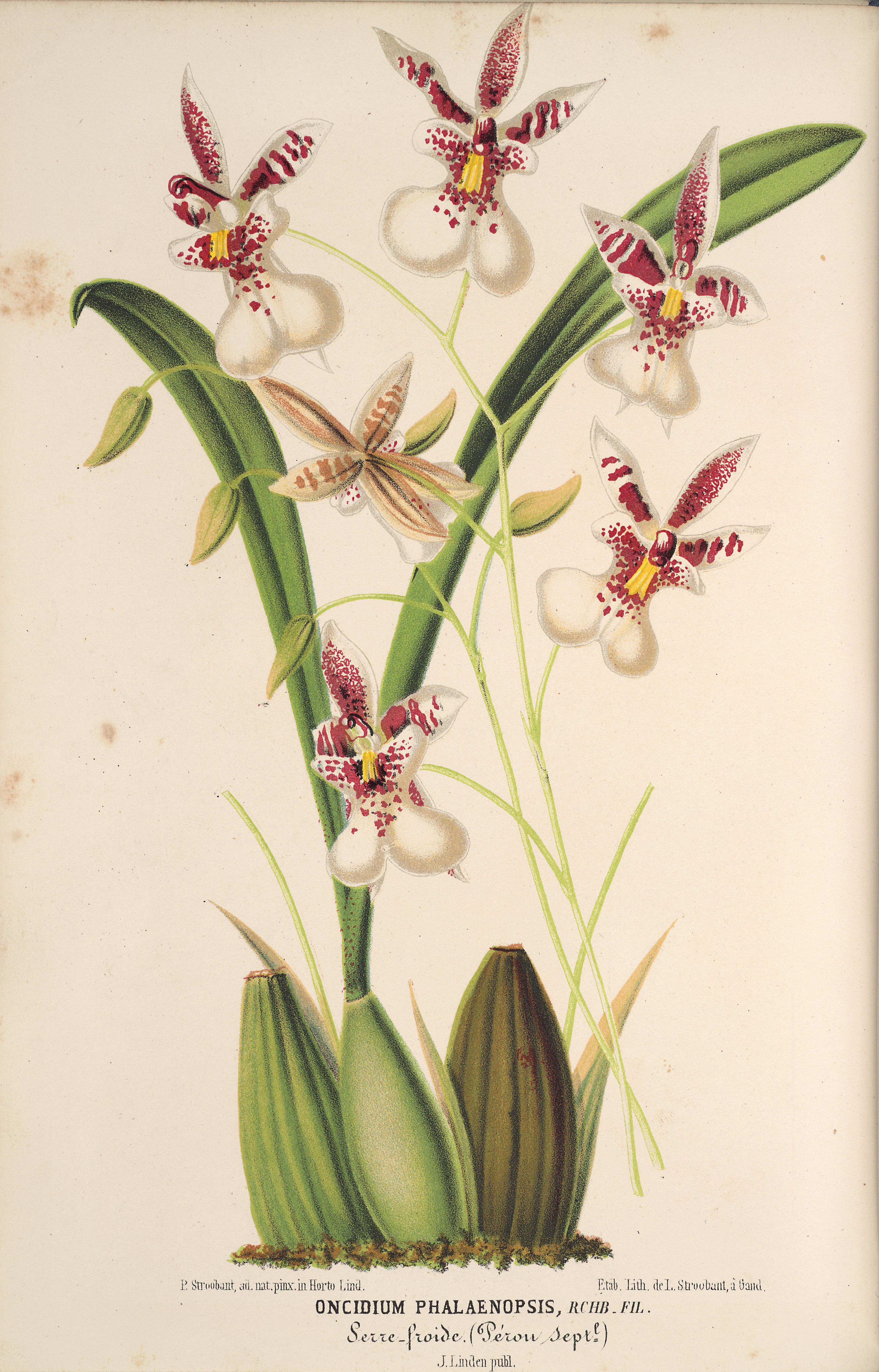
Ilustración.

## Descripción
Es una orquídea de tamaño pequeño, prefiere el clima fresco, tiene un hábito epífita con pseudobulbos de color verde muy oscuro, ovoide a ovoide cónico, surcados y que llevan 2 hojas apicales, linear-oblanceoladas, suberectos-arqueadas , subobtusa. Florece en una inflorescencia delgada, suberecta para arqueada de 60 cm de largo, en racimo con pocas flores, con un máximo de 10, que son fragantes y vistosas y se producen en la primavera, verano, otoño e invierno.

## Distribución
Se encuentra en el sur de Ecuador, en elevaciones de 2700 a 2800 m s. n. m. (metros sobre el nivel del mar).

## Taxonomía
Caucaea phalaenopsis fue descrita por (Linden & Rchb.f.) N.H.Williams & M.W.Chase y publicado en Lindleyana 16(4): 283. 2001.
Etimología
Caucaea: nombre genérico que alude a su localización en las cercanías del río Cauca.
phalaenopsis: epíteto latino que significa ‘como una polilla’.
Sinonimia
- Caucaea chimborazoensis (Stacy) N.H.Williams & M.W.Chase
- Caucaea dayana (Rchb.f.) N.H.Williams & M.W.Chase
- Caucaea spathulata (Lindl.) N.H.Williams & M.W.Chase
- Oncidium chimborazoense Stacy
- Oncidium cucullatum var. dayanum Rchb.f.
- Oncidium cucullatum var. phalaenopsis (Linden & Rchb.f.) G.Nicholson
- Oncidium cucullatum var. spathulatum Lindl.
- Oncidium dayanum (Rchb.f.) Stacy
- Oncidium olivaceum var. phalaenopsis (Linden & Rchb.f.) Sander
- Oncidium phalaenopsis Linden & Rchb.f.
- Oncidium phalaenopsis var. excellens Lindl.
- Oncidium spathulatum (Lindl.) Stacy[2][5][6]